# Metabolom
Metabolomul reprezintă totalitatea moleculelor de dimensiune mică, care se regăsesc în probe biologice. Acestea pot fi celule, organite, țesuturi, organe sau extracte tisulare, fluide biologice sau întregul organism. În metabolom pot fi incluși atât metaboliții endogeni produși în mod natural de organism (precum aminoacizii, acizii organici, acizii nucleici, acizii grași, aminele, glucidele, vitamine, co-factorii, pigmenții, antibioticele, etc.) cât și substanțe exogene (precum medicamente, poluanți din mediu, aditivi alimentari, toxine și alte xenobiotice).